# Zatoka Tajlandzka
Zatoka Tajlandzka, dawniej Zatoka Syjamska (khmer. Czhuk-samot Thai, taj. อ่าวไทย, RTGS Ao Thai, wietn. Vịnh Thái Lan) – rozległa i płytka zatoka w zachodniej części Oceanu Spokojnego, w południowo-zachodniej części Morza Południowochińskiego. Wcina się ona około 720 km między nasadę Półwyspu Malajskiego a południowe brzegi Półwyspu Indochińskiego. Szerokość wejścia między środkową częścią Półwyspu Malajskiego, a południowym cyplem delty Mekongu to ok. 400 km. 
Posiada rozwiniętą linię brzegową. Wzdłuż brzegów liczne wyspy, płycizny i skały, w części zachodniej – rafy koralowe. Pływy morskie osiągają wysokość ok. 4 m, a głębokość do 84 m. Do Zatoki Tajlandzkiej uchodzi rzeka Menam, nad którą ok. 30 km od jej ujścia leży główny port i stolica Tajlandii — Bangkok.